# Jessica Walter (narciarka)
Jessica Walter (ur. 14 października 1984 w Vaduz) – reprezentantka Liechtensteinu w narciarstwie alpejskim, srebrna medalistka mistrzostw świata juniorów.

## Kariera
Pierwszy raz na arenie międzynarodowej Jessica Walter pojawiła się 22 stycznia 2000 roku w Todtnau, gdzie w zawodach FIS Race w slalomie zajęła 21. miejsce. W 2001 roku wystartowała na mistrzostwach świata juniorów w Verbier, gdzie jej najlepszym wynikiem było 23. miejsce w supergigancie. Jeszcze trzykrotnie startowała na imprezach tego cyklu, największy sukces osiągając podczas mistrzostw świata juniorów w Mariborze w 2004 roku, gdzie w gigancie zdobyła srebrny medal. W zawodach tych rozdzieliła na podium Niemkę Marię Riesch oraz Lindsey Kildow z USA.
W zawodach Pucharu Świata zadebiutowała 22 grudnia 2002 roku w Lenzerheide, gdzie nie zakwalifikowała się do drugiego przejazdu slalomu. Pierwsze pucharowe punkty wywalczyła 25 stycznia 2004 roku w Mariborze, zajmując 24. miejsce w tej samej konkurencji. Nigdy nie stanęła na podium zawodów tego cyklu, najwyższą lokatę uzyskała 2 lutego 2004 roku w Zwiesel, gdzie slalom kończyła na siedemnastej pozycji. Najlepsze wyniki osiągała w sezonie 2003/2004, kiedy zajęła 98. miejsce w klasyfikacji generalnej. W 2003 roku wystąpiła na mistrzostwach świata w Sankt Moritz, zajmując 36. miejsce w gigancie i 34. miejsce w slalomie. Podczas rozgrywanych trzy lata później igrzysk olimpijskich w Turynie slalom ukończyła na 32. miejscu. W 2007 roku zakończyła karierę.
Pochodzi ze sportowej rodziny. Jej matka Petra Wenzel, ciotka Hanni Wenzel, wujek Andreas Wenzel oraz kuzynka, Tina Weirather również uprawiali narciarstwo alpejskie.

## Osiągnięcia

### Igrzyska olimpijskie
| Miejsce | Dzień     | Rok  | Miejscowość | Konkurencja | Czas biegu  | Strata  | Zwyciężczyni |
| ------- | --------- | ---- | ----------- | ----------- | ----------- | ------- | ------------ |
| 32.     | 22 lutego | 2006 | Turyn       | Slalom      | 1:29,04 min | +6,06 s | Anja Pärson  |

### Mistrzostwa świata
| Miejsce | Dzień     | Rok  | Miejscowość  | Konkurencja | Czas biegu  | Strata  | Zwyciężczyni    |
| ------- | --------- | ---- | ------------ | ----------- | ----------- | ------- | --------------- |
| 36.     | 13 lutego | 2003 | Sankt Moritz | Gigant      | 2:30,97 min | +9,10 s | Anja Pärson     |
| 34.     | 15 lutego | 2003 | Sankt Moritz | Slalom      | 1:39,55 min | +8,10 s | Janica Kostelić |

### Mistrzostwa świata juniorów
| Miejsce | Dzień     | Rok  | Miejscowość  | Konkurencja | Czas biegu  | Strata     | Zwyciężczyni            |
| ------- | --------- | ---- | ------------ | ----------- | ----------- | ---------- | ----------------------- |
| 24.     | 6 lutego  | 2001 | Verbier      | Zjazd       | 1:33,56 min | +3,00 s    | Astrid Vierthaler       |
| 23.     | 7 lutego  | 2001 | Verbier      | Supergigant | 1:33,54 min | +2,98 s    | Kathrin Wilhelm         |
| 30.     | 10 lutego | 2001 | Verbier      | Gigant      | 1:55,08 min | +5,15 s    | Fränzi Aufdenblatten    |
| 35.     | 10 lutego | 2001 | Verbier      | Slalom      | 1:16,53 min | +9,28 s    | Christine Sponring      |
| DNF     | 27 lutego | 2002 | Tarvisio     | Zjazd       | 1:29,81 min | -          | Julia Mancuso           |
| 9.      | 7 marca   | 2003 | Briançonnais | Slalom      | 1:38,53 min | +3,14 s    | Michaela Kirchgasser    |
| 19.     | 8 marca   | 2003 | Briançonnais | Gigant      | 2:05,70 min | +3,29 s    | Jessica Lindell-Vikarby |
| 22.     | 10 lutego | 2004 | Maribor      | Zjazd       | 1:12,23 min | +2,56 s    | Maria Riesch            |
| 29.     | 12 lutego | 2004 | Maribor      | Supergigant | 1:26,79 min | +2,62 s    | Nadia Fanchini          |
| 2.      | 13 lutego | 2004 | Maribor      | Gigant      | 2:21,39 min | +1,28 s    | Maria Riesch            |
| 8.      | 15 lutego | 2004 | Maribor      | Slalom      | 1:40,73 min | +1,44 s    | Kathrin Zettel          |
| 5.      | 15 lutego | 2004 | Maribor      | Kombinacja  | 29,23 pkt   | +34,56 pkt | Julia Mancuso           |

### Puchar Świata

#### Miejsca w klasyfikacji generalnej
- sezon 2003/2004: 98.
- sezon 2005/2006: 106.

#### Miejsca na podium
Walter nigdy nie stanęła na podium zawodów PŚ.